# Rezerwat przyrody Jata

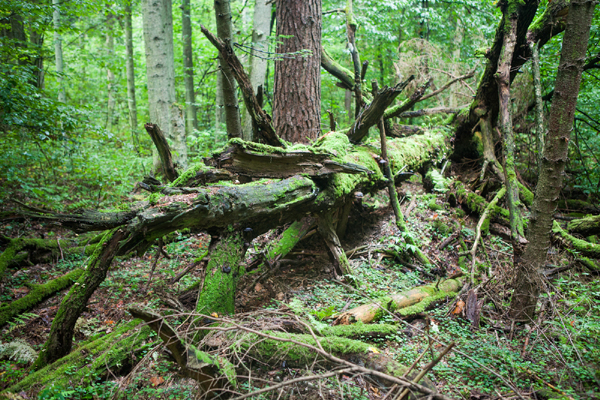
Rezerwat ścisły Jata – proces rozkładu drzewostanu – powalona sosna pokryta dywanem mchów.

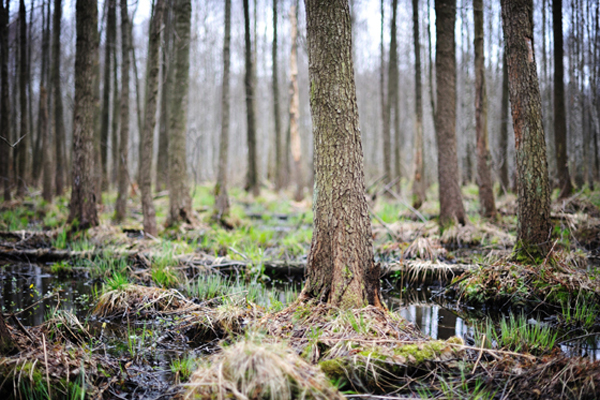
Ols przy granicy rezerwatu Jata

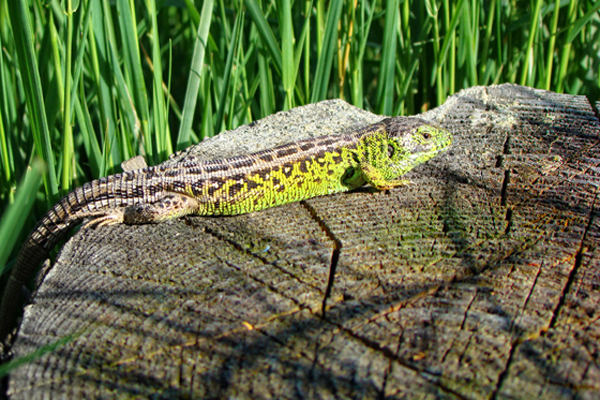
Samiec jaszczurki zwinki na terenie rezerwatu Jata

Rezerwat przyrody Jata – leśny rezerwat przyrody znajdujący się na terenie gminy Łuków w województwie lubelskim; na północno-zachodnim skraju Równiny Łukowskiej, w Lasach Łukowskich, które od 2008 r. są jednym z obszarów siedliskowych sieci Natura 2000.
Przedmiotem ochrony (według aktu powołującego) jest zachowanie wielogatunkowego lasu o charakterze naturalnym z udziałem jodły, występującej tu na północno-wschodniej granicy swego zasięgu.
Zachodnia część rezerwatu (przylegająca do drogi Żdżary – Domanice przez Jagodne), o powierzchni 337,42 ha, objęta jest ochroną ścisłą, pozostała część, o powierzchni 779,52 ha, to rezerwat częściowy.
Z bagien na terenie rezerwatu wypływają rzeki Krzna Północna i Krzna Południowa.

## Flora
Drzewostany rezerwatu tworzą jodła, jawor, dąb, świerk, sosna oraz mniej licznie lipa, klon, wiąz, olsza i jesion. Znaczna część tego drzewostanu to ponad 100-letni starodrzew.
W warstwie runa rezerwatu występują gatunki rzadkie i objęte ochroną lub charakterystyczne dla innych stref geograficznych i klimatycznych. Występujące tu gatunki objęte ochroną, to: widłak jałowcowaty, widłak goździsty, wawrzynek wilczełyko, orlik pospolity, bluszcz pospolity, lilia złotogłów, widłak jałowcowaty, widłak goździsty, bagno zwyczajne, podkolan biały, a objęte ochroną częściową to m.in. kruszyna pospolita, kalina koralowa, kopytnik pospolity, przytulia wonna, porzeczka czarna.

## Fauna
Na terenie rezerwatu stwierdzono występowanie między innymi gatunków –
- płazów, np. traszka grzebieniasta,
- gadów: zaskroniec zwyczajny, padalec, żmija zygzakowata,
- ptaków, tj. m.in. orlik krzykliwy, orzechówka, mysikrólik zwyczajny, gil, krzyżodziób świerkowy, bocian czarny, brodziec samotny, dzięcioł średni, muchołówka mała, puchacz zwyczajny, trzmielojad zwyczajny,
- ssaków: łoś, jeleń, sarna, dzik, 12 gatunków nietoperzy i in.

## Turystyka

### Miejsca pamięci
W granicach rezerwatu znajdują się pomniki upamiętniające wydarzenia historyczne związane z walką wyzwoleńczą na tym terenie:

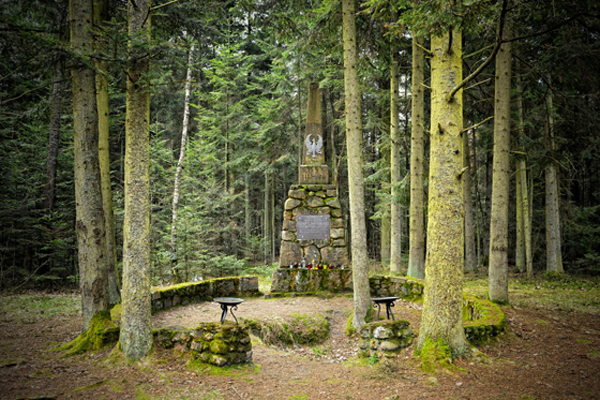
Pomnik pamięci ks. Brzóski z 1928 wybudowany w 63 rocznicę śmierci bohatera powstania styczniowego
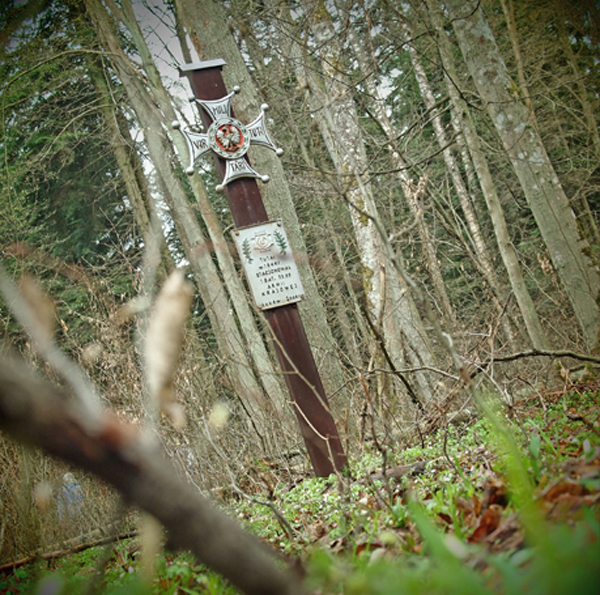
Pomnik – Krzyż Virtuti Militari upamiętniający miejsce obozu żołnierzy AK w latach 1943–1944
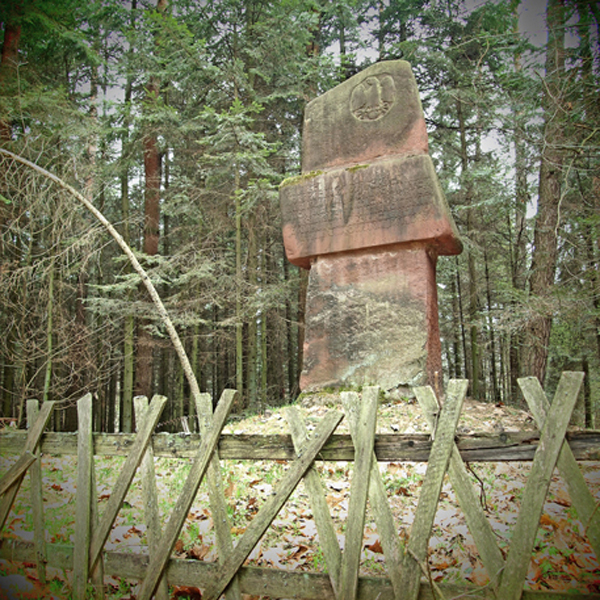
Pomnik partyzantów polskich i radzieckich z 1969 roku
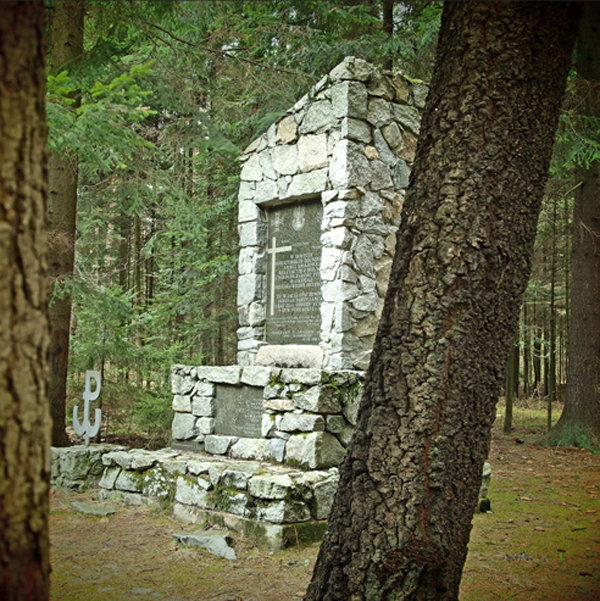
Obelisk z 1996 roku upamiętniający żołnierzy AK uczestniczących w operacji Burza

### Trasy turystyczne
Przez teren rezerwatu biegną:
- dydaktyczna ścieżka przyrodnicza "Rezerwat Jata": leśniczówka Jata – pomnik żołnierzy AK,
- zielony szlak pieszy: Szlak Powstańców Styczniowych ks. Brzóski,
- żółty szlak rowerowy: leśniczówka Jata – pomnik partyzantów polskich i radzieckich – pomnik ks. Brzóski – Żdżary (wieś w województwie lubelskim).

## Historia ochrony przyrody
- W 1929 r. na łamach Ochrony Przyrody Władysław Szafer opublikował projekt rezerwatu[3].
- W 1930 r. decyzją Dyrekcji Lasów Państwowych w Siedlcach zatwierdzoną przez Ministerstwo Rolnictwa ustanowiono (na powierzchni ponad 300 ha) rezerwat w celu ochrony jodły[4].
- Zarządzenie Naczelnej Dyrekcji Lasów Państwowych Nr U/2015/3 z dnia 21 marca 1933 roku potwierdziło ustanowienie rezerwatu.
- Zarządzenie Ministra Leśnictwa i Przemysłu Drzewnego z dnia 4 sierpnia 1952 roku w sprawie uznania za rezerwat przyrody (M.P. z 1952 r. nr 69, poz. 1049) ustanowiło rezerwat na obszarze 335,21 ha zgodnie z nową ustawą z 7 kwietnia 1949.
- Zarządzenie Ministra Leśnictwa i Przemysłu Drzewnego z dnia 7 maja 1984 zmieniające zarządzenia w sprawie uznania za rezerwaty przyrody (M.P. z 1984 r. nr 15, poz. 107 §1) rozszerzyło obszar rezerwatu do 1116,96 ha i wprowadziło podział na rezerwat ścisły i częściowy.
- Rozporządzenie Ministra Klimatu i Środowiska z dnia 3 kwietnia 2023 r. w sprawie specjalnego obszaru ochrony siedlisk Jata (PLH060108) (Dz. U. z 2023 r. poz. 925) wyznaczyło obszar wchodzący w skład Sieci Natura 2000 pokrywający się z rezerwatem (choć o nieznacznie większej powierzchni- 1188,34 ha).